# Йоахім Йоханссон
Йоахім Йоханссон (швед. Joachim Johansson; нар. 1 липня 1982) — колишній шведський тенісист.
Найвищу одиночну позицію світового рейтингу — 9 місце досяг 14 лютого 2005, парну — 108 місце — 1 лютого 2008 року.
Здобув 3 одиночні та 1 парний титул.
Найвищим досягненням на турнірах Великого шолома був півфінал в одиночному розряді.
Завершив кар'єру 2011 року.

## Фінали турнірів ATP за кар'єру

### Одиночний розряд: 3 (3 перемоги)
| Перемога–Легенда (до/після 2009)                               |
| Турніри Великого шолома (0)                                    |
| Tennis Masters Cup / Фінали Світового туру ATP (0)             |
| Серія Мастерс ATP / Світовий Тур ATP Мастерс 1000 (0)          |
| Серія ATP Інтернешнл Ґолд / Серія 500 Світового туру ATP (1/0) |
| Серія ATP Інтернешнл / Серія 250 Світового туру ATP (2/0)      |

| Титули за покриттям |
| Тверде (3/0)        |
| Ґрунт (0/0)         |
| Трава (0/0)         |
| Килим (0/0)         |

| Результат | W/L | Дата     | Турнір              | Покриття | Суперник      | Рахунок  |
| --------- | --- | -------- | ------------------- | -------- | ------------- | -------- |
| Перемога  | 1–0 | 2004     | Мемфіс, США         | Тверде   | Ніколас Кіфер | 7–6, 6–3 |
| Перемога  | 2–0 | Січ 2005 | Аделаїда, Австралія | Тверде   | Тейлор Дент   | 7–5, 6–3 |
| Перемога  | 3–0 | Лют 2005 | Марсель, Франція    | Тверде   | Іван Любичич  | 7–5, 6–4 |

### Парний розряд: 2 (1–1)
| Результат | W/L | Дата     | Турнір               | Покриття | Партнер        | Суперники                     | Рахунок            |
| --------- | --- | -------- | -------------------- | -------- | -------------- | ----------------------------- | ------------------ |
| Поразка   | 0–1 | Чер 2005 | Галле, Німеччина     | Трава    | Марат Сафін    | Їв Аллегро Роджер Федерер     | 5–7, 7–6(8–6), 3–6 |
| Перемога  | 1–1 | Лип 2005 | Swedish Open, Швеція | Ґрунт    | Йонас Бйоркман | Хосе Акасусо Себастьян Прієто | 6–2, 6–3           |

## Досягнення в одиночних змаганнях
| W | Ф | ПФ | ЧФ | #Р | КТ | К# | DNQ | A | NH |

| Турнір                                 | 2000 | 2001 | 2002 | 2003 | 2004 | 2005 | 2006 | 2007 | 2008 | 2009 | 2010 | 2011 | 2013 | Виграшів-поразок за кар'єру |
| -------------------------------------- | ---- | ---- | ---- | ---- | ---- | ---- | ---- | ---- | ---- | ---- | ---- | ---- | ---- | --------------------------- |
| Відкритий чемпіонат Австралії з тенісу |      |      |      | 1р   | 3р   | 4р   |      | 1р   |      |      |      |      |      | 5–4                         |
| Відкритий чемпіонат Франції з тенісу   |      |      |      | К1р  | 1р   |      |      |      |      |      |      |      |      | 0–1                         |
| Вімблдонський турнір                   |      |      |      | К1р  | 4р   | 3р   |      |      |      |      |      |      |      | 5–2                         |
| Відкритий чемпіонат США з тенісу       |      |      |      | 1р   | ПФ   |      |      |      |      |      |      |      |      | 5–2                         |
| Великий Шлем В-П                       | 0–0  | 0–0  | 0–0  | 0–2  | 10–4 | 5–2  | 0–0  | 0–1  | 0–0  | 0–0  | 0–0  | 0–0  | 0–0  | 15–9                        |
| Рейтинг на кінець року                 | 773  | 390  | 219  | 95   | 11   | 54   | 193  | 350  | 771  | 365  | 889  | 554  | 694  | N/A                         |